# Suzafon

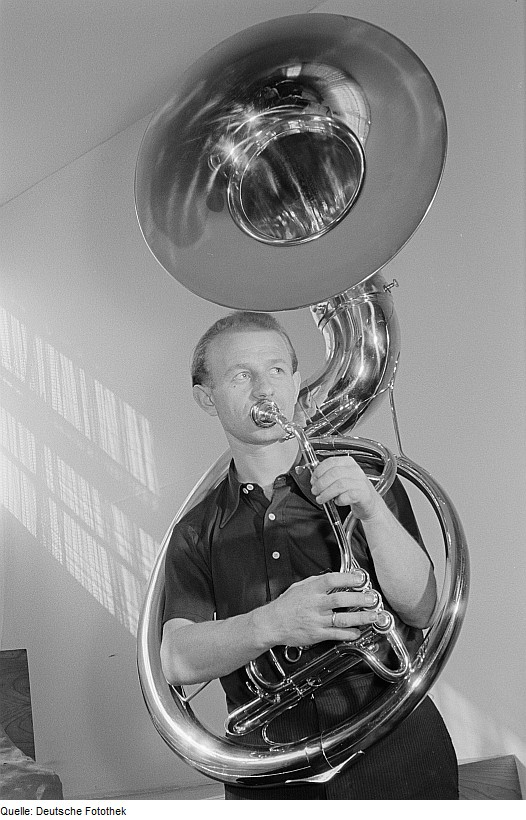
Suzafon

Suzafon – instrument dęty blaszany z grupy aerofonów ustnikowych, odmiana helikonu o bardzo dużej, szerokiej czarze głosowej skierowanej ku przodowi, znajdującej się nad głową grającego. Został skonstruowany w 1893 r. według pomysłu kapelmistrza i kompozytora Johna Philipa Sousy i stąd nazwany suzafonem (potocznie w orkiestrach dętych zwany słoneczkiem). Niektóre źródła za pierwszego konstruktora suzafonu podają C.G. Conna, który skonstruował swój suzafon w 1898 roku. 
Najczęściej używany w stroju B, rzadziej w Es, używany w wielkich orkiestrach dętych oraz w orkiestrach tanecznych, dixielandowych i muzyce jazzowej.